# Jérôme Baugnies
Jérôme Baugnies (Soignies, 1 de abril de 1987) es un ciclista belga.

## Palmarés
2009
- 1 etapa del Tríptico de las Ardenas

2013
- Kattekoers
- Tríptico de las Ardenas, más 1 etapa

2014
- 1 etapa de la Tropicale Amissa Bongo
- 1 etapa del Tour de los Fiordos

2015
- Druivenkoers Overijse

2016
- 1 etapa del Rhône-Alpes Isère Tour
- Trofeo Internacional Jong Maar Moedig
- Druivenkoers Overijse

2017
- Druivenkoers Overijse

2018
- Trofeo Internacional Jong Maar Moedig[1]
- Gran Premio de la Villa de Zottegem

## Equipos
- Topsport Vlaanderen-Mercator (2010-2011)
- Team NetApp (2012)
- To Win-Josan (2013)
- Wanty-Groupe Gobert (2014-2019)
  - Wanty-Groupe Gobert (2014-2018)
  - Wanty-Gobert Cycling Team (2019)
- Canyon dhb p/b Soreen[2] (01.2020-06.2020)